# Xã Ash Valley, Quận Pawnee, Kansas
Xã Ash Valley (tiếng Anh: Ash Valley Township) là một xã thuộc quận Pawnee, tiểu bang Kansas, Hoa Kỳ. Năm 2010, dân số của xã này là 47 người.